# Universidad de Australia Meridional
La Universidad de Australia Meridional (en inglés : University of South Australia o UniSA) es una universidad pública ubicada en la ciudad de Adelaida en Australia Meridional. Ha sido creada en 1991 por la fusión del South Australian Institute of Technology con los Colleges of Advanced educación. Lo una de sus componentes, la South Australian School of Artes, remonta a 1856 lo que de hecho lo una de las más antiguas escuelas de Letras en Australia. Es la más gran universidad de Australia Meridional con más de 32 000 estudiantes. 

## Presentación
La universidad es punta en la enseñanza técnica y la investigación aplicada, y también es miembro fundador de la Australian Technology Network. Posee cuatro campus metropolitanos en Adelaida y dos campus regionales a Whyalla y Mount Gambier. Los campus de la capital tienen formaciones específicas: City West Magill concentrándose en arquitectura, letras y ciencias humanas y sociales; City East se especializa en salud, biología médica, farmacia y enfermería; Mawson Lakes enseña disciplinas técnicas, educativas y científicas. Los campus regionales son más generalistas. No hay departamento de Historia. 
La universidad de Australia Meridional ha sido clasificada 291.º en 2007 por el Times Higher educación Supplement en la lista de las Top 400 Universidades.
The South Australian School of Artes, una escuela del sector de la educación, de los artes y de las ciencias sociales, proporciona la beca más prestigiosa de los artes visuales en Australia, la beca de estudios Gordon Samstag. 

## Estructura

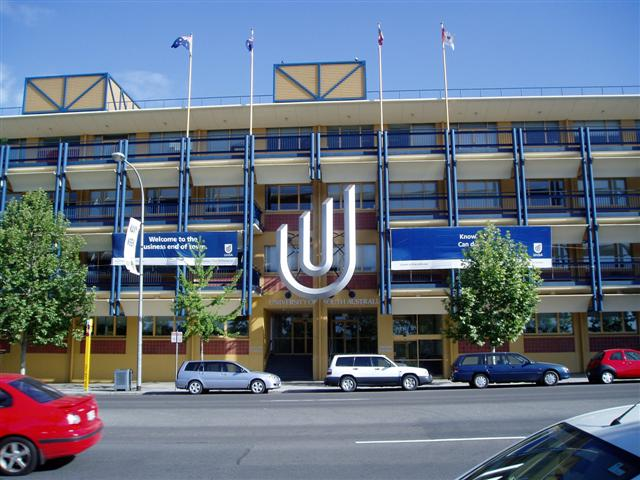
UniSA City West Campus

- Departamento de Enseñanza, de Letras y Ciencias Sociales (División of educación, Artes y Ciencias Sociales
  - The School of Comunicación, Información and New Media
  - The School of educación
  - The School of Internacional Studies
  - The Louis Laybourne Smith School of Arquitectura and De diseño
  - The School of Psychology
  - The School of Social Work and Social Policy
  - The South Australian School of Arte
  - Unaipon School of The David Unaipon College of Indigenous educación and Research[8]
- Departamento de las Ciencias de la Salud (División of Health Ciencias)
  - The School of Health Ciencias
  - The School of Nursing and Midwifery
  - The School of Pharmacy and Medical Ciencias
- Departamento de los Asuntos (División of Business)
  - The School of Comercio
  - The School of Law
  - The School of Dirección y gestión de empresas
  - The School of Marketing
  - The Internacional Graduate School of Business
- Departamento de los técnicos de la información, de las Ciencias de la Ingeniera y del Medio ambiente (División of Información Technology, Engineering and the Environment)
  - School of Advanced Manufacturing and Mechanical Engineering
  - School of Computer and Información Ciencia 
    - Advanced Computing Research Centro 
      - Wearable Computer Lab.

  - School of Electrical and Información Engineering
  - School of Mathematics and Statistics
  - School of Natural and Built Environments